# Пикуловичи
Пикуловичи (укр. Пикуловичі, пол. Pikułowice) — село в Новоярычевской поселковой общине Львовского района Львовской области Украины, расположенное в 20 км к востоку от Львова.
Население по переписи 2001 года составляло 1624 человека. Занимает площадь 3,73 км². Почтовый индекс — 81125. Телефонный код — 3230.

## История

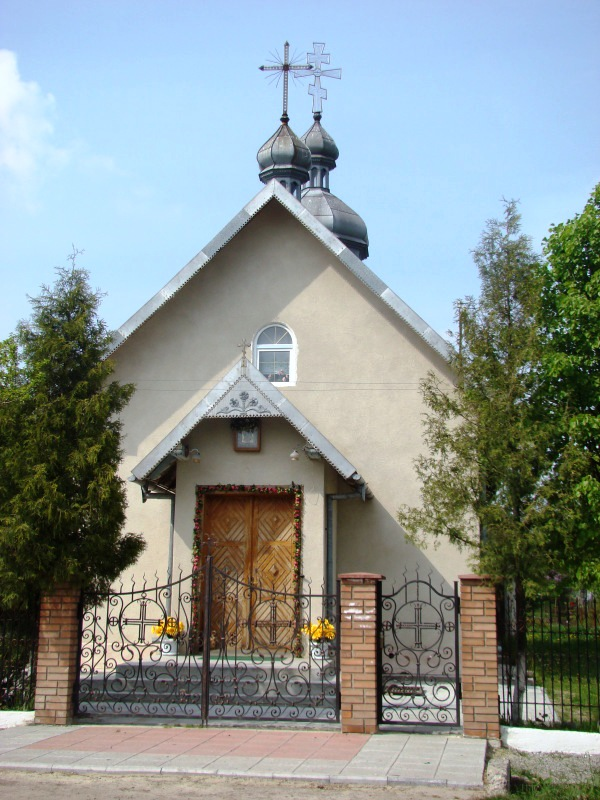
Православная церковь

Основано около 1242 года. Первые упоминания о селе датируются 1464 годом. Львовский земский судья Петр из Бранча и подсудок Иван из Высокого свидетельствуют, что итальянец Барнаба де Негроно из Генуи с согласия Короля Казимира IX отписал своё село Пикуловичи, Львовского уезда на создание алтаря во Львовском кафедральном костеле.
В 1654 году, во время регистрации сел Львовского старосты в 1654 в селе Пикуловичи было 15 кметов, которые платили 6 злотых ежегодно.
Во время освободительного похода Богдана Хмельницкого, войска которого наступали на Львов, во время битвы с поляками, село Пикуловичи, как и другие села Львовщины, очень пострадало. В 1649 году часть села была сожжена, поэтому в 1661 году в нём было только восемь кметов.
После присоединения Галиции к Австро-Венгрии в 1772 году село медленно растет и развивается. В 1792 году построена новая церковь, которая организовала духовную жизнь крестьян. Настоятелем был о. Лев Людовик Малецкий. А после него стал о. А. Иллярий Пачевский 1842 рождения. А. Иллярий умер в Пикуловичах 30 ноября 1913 г. на 72 году жизни. При нём в 1892 году крестьяне построили новую каменную колокольню, которая стоит и поныне.
В 1860 году было закончено строительство железной дороги. И в 1869 году через село по новопостроенному пути прошел первый поезд из Львова до Бродов. В истории села это было выдающимся событием, изменившим жизнь его обитателей. Так, активизировался процесс полонизации, поскольку железнодорожные служащие были преимущественно поляками. Интенсивный наплыв поляков был также связан с тем, что часть земель принадлежала польскому помещику, после смерти которого земли были переданы ксендзам Львовского костела «Катедра».
Львовская римско-католическая митрополичья капитула став владельцем ряда поселений в Галичине в XVI в. (Ей принадлежало 10 сел), тем самым превратилась в одного из влиятельных ктиторов униатских приходов в своих имениях. Этим и объясняется наличие в её архиве многочисленных копий протоколов генеральных визитаций церкви с. Пикуловичи (упомянутое поселение было приобретено Капитулой ещё 1469). Описания местного храма 1741 и 1765, скопированные в конце XVIII — начале XIX вв. с посетительских книг Львовской униатской консистории, содержали подробное описание не только земельных угодий, но и церковной отделки, храма, колокольни, а также сведения о священнике.
В селе рядом с украинским жили и поляки, которые тоже хотели иметь свой духовный центр. Так 300 верующих римо-католиков заявили: «Трактир завалиць — костел — поставиць». И в сентябре 1920 года в селе был посвящён костёл. С начала XVI в. в Пикуловичи единственным владельцем были каноники капитулы Львовского кафедрального костела. Так продолжалось вплоть до Второй мировой войны.
Одним из самых известных участников подполья ОУН, которая действовала в селах Пустомытовского района, был житель села Пикуловичи Иван Лаба, псевдоним «Кармелюк». С самого начала немецкой оккупации 1941 года он стал бороться против оккупантов. За принадлежность к ОУН и выполнения обязанностей станичного фашисты арестовали его и бросили в концентрационный лагерь «Освенцим». Откуда позже ему удалось сбежать. После войны Иван Лаба продолжил борьбу с енкеведистамы. 1952 года он погиб в неравном бою. Его именем названа одна из улиц села.
Первый колхоз был создан в 1947 году. Председателем был Барабаш Михаил. Скот уводили в основном у тех людей, которые были вывезены в Сибирь. Колхоз относился к Ново-Яричевскому району. Основными видами деятельности было производство сельскохозяйственной продукции: молока, мяса, овощных и зерновых культур.
Вместе с колхозом на территории села функционировало исследовательское хозяйство, подчиненное Западноукраинскому научно-исследовательскому институту земледелия и животноводства, которое крестьяне называли «Опытная станция».
В результате различных реорганизаций колхоз менял своё название. Дольше был колхоз «Заря коммунизма». Впоследствии реорганизовался в совхоз «Октябрьский», уже Пустомытовского района. За время своего существования колхоз всегда был передовым. За время проведения реорганизаций село потеряло много сельскохозяйственных угодий в том числе и пахотной земли, которые отошли к с. Ямполь и Борщовичи. Однако в начале 1990-х колхоз пришел в упадок и, в конце концов, прекратил своё существование.

## Современность
Сегодня Пикуловичи — большое современное село с живописными пейзажами.
В 1995 году в Пикуловичи был создан сельский Совет. Первым его председателем был Барабаш Богдан Богданович.
В 2006 году председателем сельского совета был избран Марцинков Владимир Ярославович. В октябре 2010 года был переизбран на второй срок.
Депутатский корпус состоит из 20 депутатов, представляющих интересы избирателей 20 округов, на которые разделено село.
Пикуловицкая Средняя Общеобразовательная школа была построена в 1989 году под руководством директора школы Булецы Михаила Михайловича и при активном участии педколлектива школы и общественности села. Жители села высоко оценили заслуги директора школы, установив в его честь посмертную памятную мемориальную доску в школе.
День села отмечается в последнее воскресенье июня.
Село расположено на опушке, рядом с озером.
Транспортное сообщение — маршрутное такси (№ 121), железная Киев — Киев (остановка «1460 километр»).
В настоящее время в селе проживает около 1624 жителей, большинство занимается сельским хозяйством (животноводство, коневодство, птицеводство, земледелие — единоличное хозяйствование, отсутствие сель.-хоз. техники)
Территория села занимает 3730 квадратных метров. Плотность населения составляет 435.390 человек на квадратный километр.
В селе работают 5 магазинов и один медицинский акушерский пункт, предоставляющий базовую медицинскую помощь.
Сельский клуб — в аварийном состоянии.
В 1991 году произошел раскол прихожан на две конфессии: православную-автокефальную и греко-католическую.
В настоящее время в селе действуют две церкви: греко-католическая и Украинская Православная Церковь.
Греко-католическая церковь — архитектурный памятник XVII в. Её прихожане поняли, что никто, кроме них самих, не сделает того, что положено сделать им самим. И провели капитальный ремонт этого уникального сооружения за свои пожертвования. А Православную Автокефальную Церковь переоборудовали с Римско-Католического костела, который был построен в начале 20 века.
28 октября 2011 решением сессии Пикуловичивского сельсовета были официально утверждены геральдические символы — флаг и герб села Пикуловичи. Флаг оформлено в виде квадратного синего полотнища с жёлтым косым крестом на котором расположены две перекрещенные красные пики, вокруг них четыре белые наконечники стрел. Герб села Пикуловичи оформлено в виде геральдического однодольного щита. На синем поле щита золотой косой крест. На кресте две красные скрещенные пики. Вокруг пик — четыре серебряные наконечники стрел. Щит вписан в декоративный картуш, увенчанный сельской короной (венцом) из колосьев, которая указывает на статус населенного пункта.
Флаг и герб села Пикуловичи были разработаны Украинским геральдическим обществом и их авторами являются п. Андрей Гречило и п. Руслан Серцелевич.
Согласно принятому решению флаг и герб села Пикуловичи является символом территориальной громады села.
В селе Пикуловичи есть возможность проведения городского телефона с львовскими номерами (оператор CDMAua и Интертелеком) и также подключение к Интернету по радиоканалу через такие компании как . html AZ — Techno и Уарнет и по технологии 3G мобильной связи через такие операторы как PEOPLEnet, Интертелеком, МТС и ТриМоб.